# Geiselbach (gmina)
Geiselbach – miejscowość i gmina w Niemczech, w kraju związkowym Bawaria, w rejencji Dolna Frankonia, w regionie Bayerischer Untermain, w powiecie Aschaffenburg. Leży około 18 km na północny wschód od Aschaffenburga, nad rzeką Geiselbach, przy granicy z Hesją.
1 stycznia 2015 do gminy przyłączono teren o powierzchni 4 km², pochodzący z rozwiązanego obszaru wolnego administracyjnie Geiselbacher Forst.

## Dzielnice
W skład gminy wchodzą dwie dzielnice: Geiselbach i Omersbach.